# Manili (Kamtxatka)
Manili (en rus: Манилы) és un poble del krai de Kamtxatka, a Rússia, que el 2021 tenia 667 habitants. Pertany al districte de Kàmenskoie.